# Abejar
Abejar ist ein Ort und eine Gemeinde (municipio) mit 386 Einwohnern (Stand: 2024) im Nordwesten der spanischen Provinz Soria in der Autonomen Gemeinschaft Kastilien-León.

## Lage und Klima
Der Ort Abejar liegt in der von kleineren Gebirgszügen, Hügeln und Felsen durchsetzten Hochebene im Nordwesten der Provinz Soria in einer Höhe von ca. 1140 m. Die Entfernung zur östlich gelegenen Provinzhauptstadt Soria beträgt ca. 27 km (Fahrtstrecke). Das Klima ist wegen der Höhenlage eher gemäßigt; Regen (ca. 600 mm/Jahr) fällt hauptsächlich im Winterhalbjahr.

## Bevölkerungsentwicklung
| Jahr      | 1857 | 1900 | 1950 | 2000 | 2017 |
| Einwohner | 645  | 692  | 867  | 359  | 318  |

Die zunehmende Mechanisierung der Landwirtschaft sowie die Aufgabe von bäuerlichen Kleinbetrieben und der daraus resultierende Verlust an Arbeitsplätzen haben in hohem Maße zu dem deutlichen Bevölkerungsrückgang seit der Mitte des 20. Jahrhunderts beigetragen.

## Wirtschaft
Der Ort diente jahrhundertelang als wichtiges Handels-, Handwerks- und Dienstleistungszentrum für die landwirtschaftlich geprägten Dörfer und Einzelgehöfte der Umgebung. Er war überdies eine wichtige Station im System der Handels- und Viehwege (Cabaña Real de Carreteros) im Norden Spaniens. Heute spielt der Tourismus in Form der Vermietung von Ferienwohnungen (casas rurales) eine nicht unbedeutende Rolle für die Einnahmen des Ortes.

## Geschichte
Nach der arabisch-maurischen Eroberung entvölkerten sich weite Gebiete im Norden der Iberischen Halbinsel. Trotz der im beginnenden 10. Jahrhundert unter dem kastilischen Grafen Gonzalo Téllez und dann in der zweiten Hälfte des 11. Jahrhunderts unter Alfons VI. vorangetriebenen Rückeroberung (reconquista), die in der Einnahme der etwa 200 Kilometer weiter südlich gelegenen Stadt Toledo (1085) ihren vorläufigen Höhepunkt fand, befand sich der Ort im ausgehenden 11. Jahrhundert noch in den Händen der Mauren und wurde erst im Jahre 1128 von den Truppen Alfons I. zurückerobert. Nach der Wiederbesiedlung durch Christen aus dem Norden erhielt der Ort im Jahr 1304 die Stadtrechte. Abejar lag auf dem nordspanischen Teil des Jakobswegs, der von Katalonien (Barcelona) ausgehend über Aragón (Saragossa) nach Kastilien (Burgos) führte und sich dort mit dem Hauptweg (Camino Francés) vereinigte.

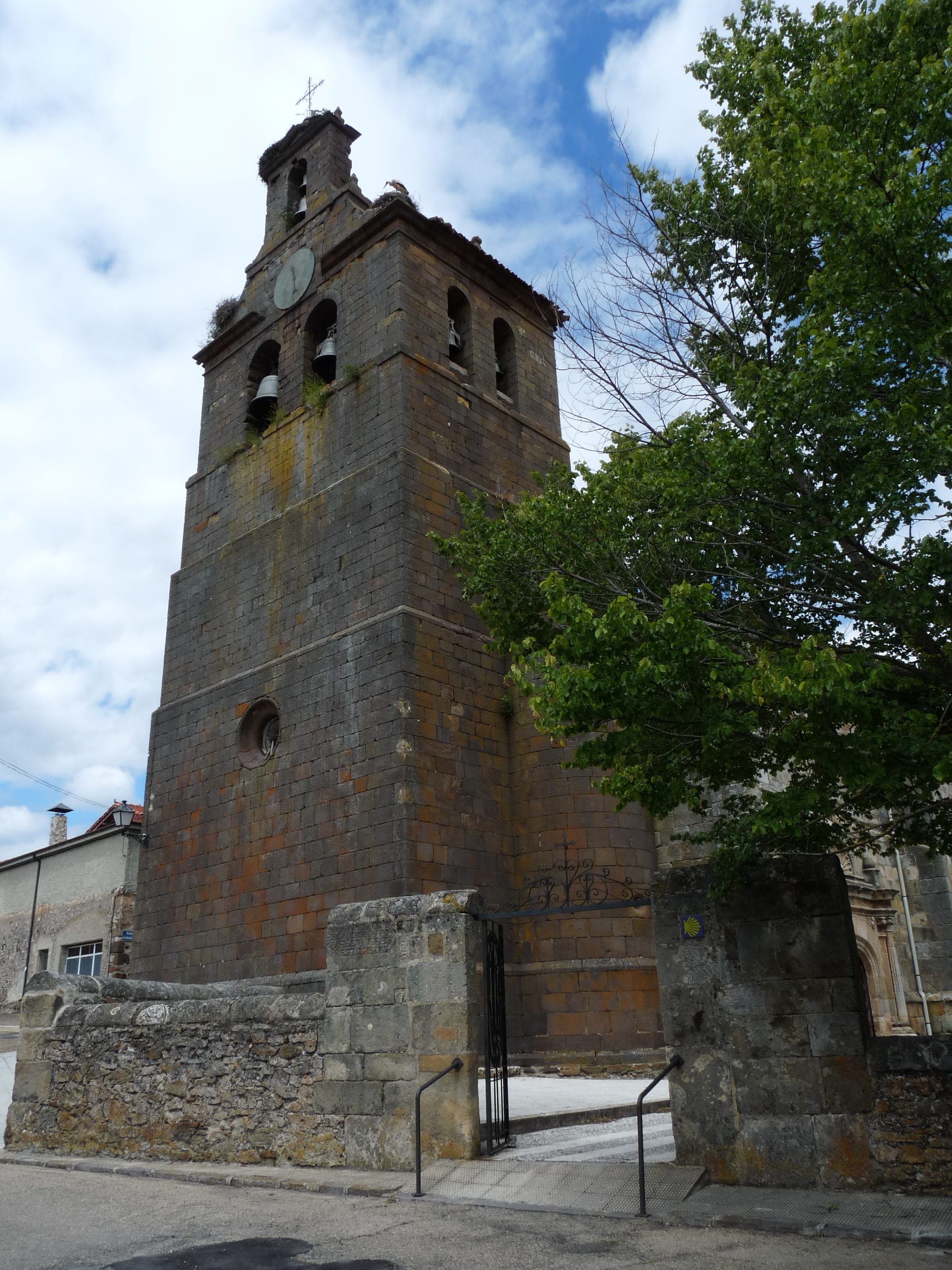
Kirche San Juan Bautista

## Sehenswürdigkeiten
- Die aus Hausteinen errichtete Pfarrkirche San Juan Bautista ist ein einschiffiger Bau im Übergangsstil zwischen Spätgotik und Renaissance. Während der mehrfach leicht zurückgestufte aber ansonsten ungegliederte Westturm der Kirche mit seinem begleitenden runden Treppenturm massiv und abweisend wirkt, überzeugt das auf der Südseite gelegene Portal durch seine eleganten Renaissance-Formen mit einer Fächerrosette als oberem Abschluss. An einem der Strebepfeiler auf der Südseite ist eine Sonnenuhr eingeritzt.
- Die in einer leichten Talsenke gelegene Einsiedlerkirche (Ermita de Nuestra Senora del Camino) stammt aus dem 18. Jahrhundert; sie hat ein Querschiff und einen Glockengiebel (espadaña) und dient heute als Friedhofskapelle.

Umgebung
- Ein aus Feldsteinen errichteter Wachturm (atalaya) aus maurischer Zeit ist nur noch bis zu einer Höhe von etwa drei Metern erhalten. Die etwa einen Meter dicken Außenmauern umschließen das etwa 3,50 m im Durchmesser große Innere.[3]